# Amalosia capensis
Amalosia capensis (кейп-йоркський зігзаговий гекон) — вид геконоподібних ящірок родини диплодактилідів (Diplodactylidae). Ендемік Австралії. Описаний у 2023 році.

## Поширення і екологія
Кейп-йоркські зігзагові гекони мешкають на півострові Кейп-Йорк на півночі Квінсленда, зокрема в горах Макілврайт.